# Famille Meli Lupi
 (avril 2024).
Si vous disposez d'ouvrages ou d'articles de référence ou si vous connaissez des sites web de qualité traitant du thème abordé ici, merci de compléter l'article en donnant les références utiles à sa vérifiabilité et en les liant à la section « Notes et références ».
La famille Meli Lupi est une famille patricienne de Venise.

## Historique

### Origine du nom

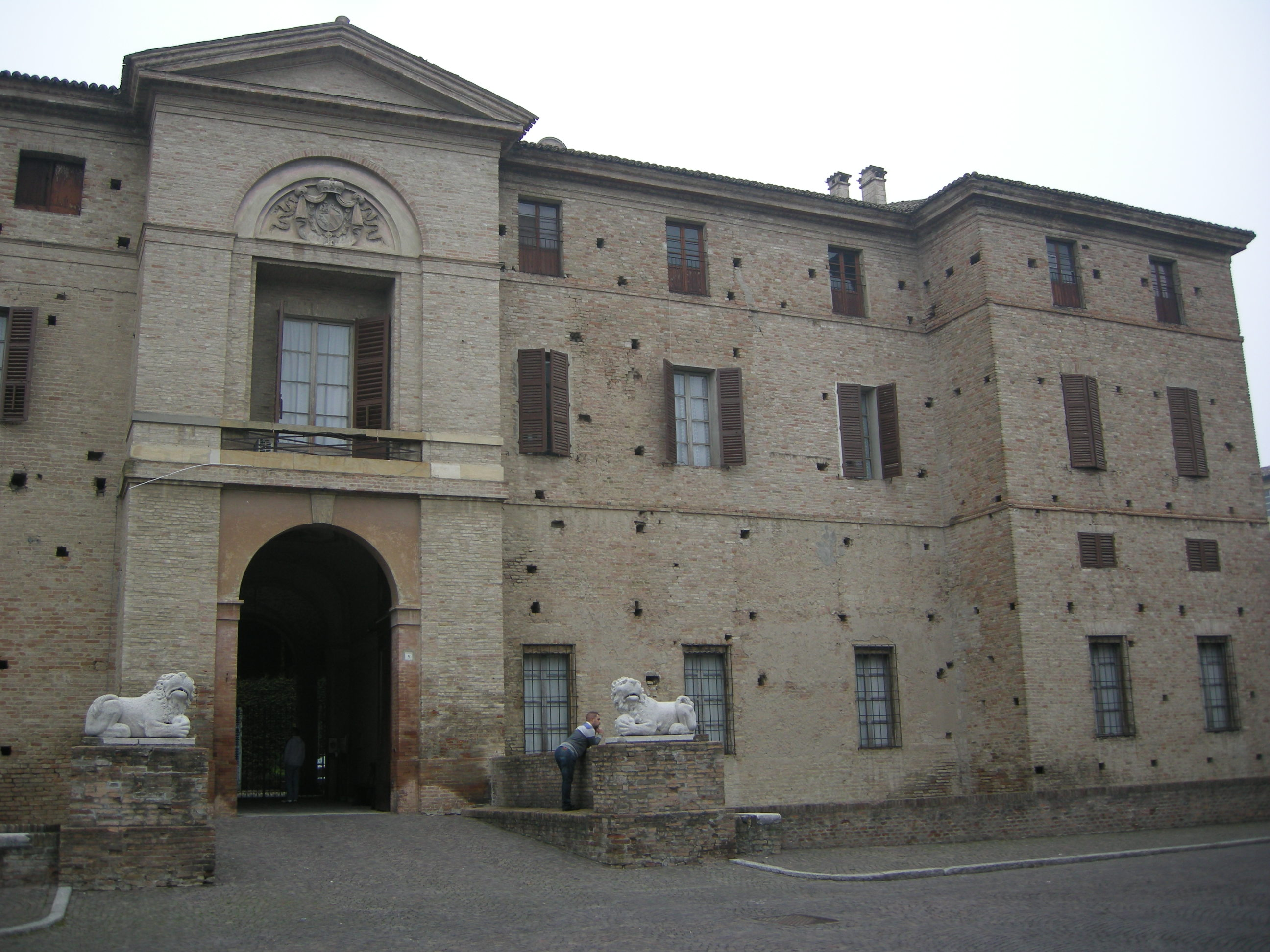
Château de Soragna.

Gianpaolo Meli d'une famille domestique descendue des Melia du temps de la république romaine, fut décurion à Crémone, puis élu podestat à Pavie et enfin Chevalier du duc de Milan Francesco Sforza, qui comme Alphonse II de Naples l'employa dans diverses ambassades. Cet état lui permit d'épouser Chaterine, sœur de Deiphobe Marquis de Soragne, duquel il hérita des terres, des titres et du nom. Léon X contesta cela et le donna à la princesse Philiberte de Savoie, épouse de Julien de Médicis, comme une contre-dot. Le marquis lésé intenta un procès qui se termina par une transaction où il paya 25 000 écus d'or pour que Philiberte abandonne ses prétentions.
Entretemps, Bonifacio Aldigheri, fils d'une autre sœur de Deiphobe, s'était emparé du château du Marquis, prétendant en être héritier légitime. La Maison Trivulce de Milan, de laquelle il avait épousé Isabelle et de laquelle son beau-frère Pallavicino, marquis de Corte-Maggiore avait épousé Lucrèce, sœur de sa femme, prêtait des forces à Gianpaolo Meli pour l'en déloger.
Finalement, Charles Quint le confirma en 1530 dans la possession de ce fief et lui permit de prendre au chef de ses armes l'Aigle impérial.
L'empereur le fit Chevalier et Chambellan de la Clef d'Or. Gianbatista et Gabriele, son fils et son frère avaient déjà reçu en 1505 le caractère de nobles vénitiens par le doge Leonardo Loredano à l'occasion de la ligue entre Venise et Louis XI contre l'usurpateur Louis Sforza de Milan en 1495. À cette occasion Crémone tomba entre les mains des Vénitiens.
Les comtes de Soragne s'établirent cependant à Parme et négligèrent d'inscrire leurs descendants dans la matricule des nobles de Venise. C'est pourquoi le comte Gianpaolo alla à Venise en 1686 pour se faire réintégrer ainsi que ses quatre frères dans la noblesse vénitienne par le Sénat. Ses frères s'établirent à Venise et les marquis Giuseppe et Hugolino devinrent respectivement Capitaine d'une galère et provéditeur de Zarnata en Morée. Gianpaolo, désormais époux de Octavia Rossi des comtes de Saint-Second resta dans son château. Il reçut une investiture du titre de comte palatin du Saint-Empire de l'Ordre Supérieur, avec pouvoir d'anoblir.

## Héraldique

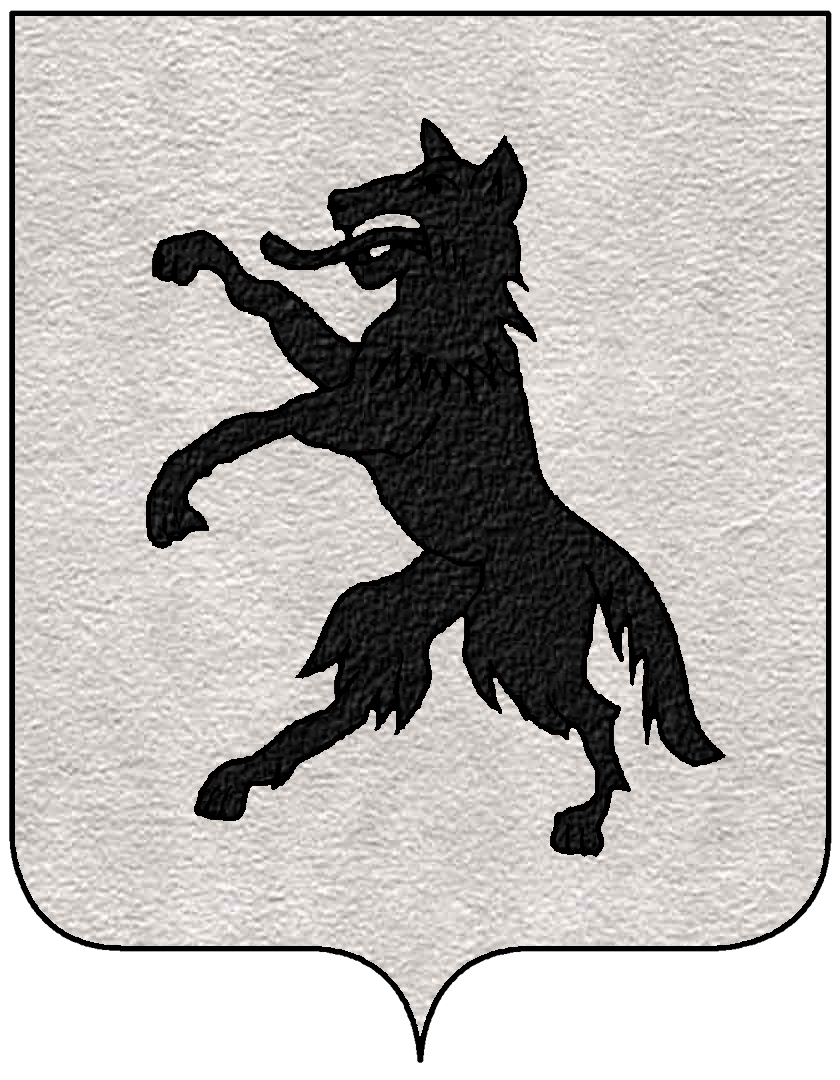
arme des Lupi

Leurs armes se blasonnent ainsi écartelées, au premier de l'Empire, au second d'Or avec un cerf courant, au troisième d'argent avec une chèvre rampant de sable avec des cornes droites, au quatrième de gueules avec trois faces d'or.
Dans leur blason gravé à Venise, on ne trouve qu'un animal contourné rampant et assez semblable à un loup, d'azur en champ d'argent sous un chef d'Empire.

## Possessions
- Château de Lux
- Château de Soragna